# Gabriele dos Santos
Gabriele Souza dos Santos (ur. 23 lutego 1995) – brazylijska lekkoatletka specjalizująca się w trójskoku i skoku w dal.
Czwarta zawodniczka konkursu trójskoku podczas młodzieżowych mistrzostw Ameryki Południowej z 2012. W tym samym roku zdobyła złoto w skoku w dal oraz srebro w trójskoku podczas mistrzostw Ameryki Południowej juniorów młodszych. W 2013 sięgnęła po srebro w trójskoku na mistrzostwach panamerykańskich juniorów. Medalistka mistrzostw Brazylii w różnych kategoriach wiekowych.

## Osiągnięcia
| Rok  | Impreza                                            | Miejsce             | Konkurencja | Lokata            | Wynik |
| ---- | -------------------------------------------------- | ------------------- | ----------- | ----------------- | ----- |
| 2012 | Młodzieżowe mistrzostwa Ameryki Południowej        | São Paulo           | trójskok    | 4. miejsce        | 12,93 |
| 2012 | Mistrzostwa Ameryki Południowej juniorów młodszych | Mendoza             | skok w dal  | 1. miejsce        | 5,79  |
| 2012 | Mistrzostwa Ameryki Południowej juniorów młodszych | Mendoza             | trójskok    | 2. miejsce        | 12,51 |
| 2013 | Mistrzostwa Ameryki Południowej                    | Cartagena de Indias | trójskok    | 5. miejsce        | 13,13 |
| 2013 | Mistrzostwa panamerykańskie juniorów               | Medellín            | trójskok    | 2. miejsce        | 13,35 |
| 2013 | Mistrzostwa Ameryki Południowej juniorów           | Resistencia         | trójskok    | 2. miejsce        | 13,37 |
| 2014 | Mistrzostwa świata juniorów                        | Eugene              | trójskok    | el. – 13. miejsce | 13,13 |
| 2019 | Mistrzostwa Ameryki Południowej                    | Lima                | trójskok    | 3. miejsce        | 13,30 |
| 2021 | Mistrzostwa Ameryki Południowej                    | Guayaquil           | trójskok    | 3. miejsce        | 13,45 |
| 2022 | Halowe mistrzostwa Ameryki Południowej             | Cochabamba          | trójskok    | 1. miejsce        | 13,89 |
| 2022 | Mistrzostwa ibero-amerykańskie                     | La Nucia            | trójskok    | 6. miejsce        | 13,38 |
| 2022 | Igrzyska Ameryki Południowej                       | Asunción            | trójskok    | 1. miejsce        | 13,74 |
| 2022 | Mistrzostwa świata                                 | Eugene              | trójskok    | el. – 25. miejsce | 13,62 |
| 2023 | Mistrzostwa Ameryki Południowej                    | São Paulo           | trójskok    | 1. miejsce        | 13,92 |
| 2023 | Mistrzostwa świata                                 | Budapeszt           | trójskok    | el. – 23. miejsce | 13,66 |
| 2023 | Igrzyska panamerykańskie                           | Santiago            | trójskok    | 4. miejsce        | 13,65 |
| 2024 | Halowe mistrzostwa Ameryki Południowej             | Cochabamba          | trójskok    | 1. miejsce        | 14,04 |
| 2024 | Halowe mistrzostwa świata                          | Glasgow             | trójskok    | 14. miejsce       | 13,45 |
| 2024 | Mistrzostwa ibero-amerykańskie                     | Cuiabá              | trójskok    | 1. miejsce        | 13,68 |
| 2024 | Igrzyska olimpijskie                               | Paryż               | trójskok    | el. – 26. miejsce | 13,63 |
| 2025 | Halowe mistrzostwa Ameryki Południowej             | Cochabamba          | trójskok    | 2. miejsce        | 13,47 |
| 2025 | Mistrzostwa Ameryki Południowej                    | Mar del Plata       | trójskok    | 1. miejsce        | 13,96 |

## Rekordy życiowe
- Skok w dal – 6,39 (São Paulo, 2014)
- Trójskok (stadion) – 14,22 (São Paulo, 2024)
- Trójskok (hala) – 14,04 (Cochabamba, 2024)